# Шнейдерман Михайло Юхимович
Михайло Юхимович Шнейдерман (20 лютого 1909, Козятин — 24 червня 1981, Київ) — радянський офіцер, Герой Радянського Союзу, в роки радянсько-німецької війни командир танка 87-го танкового полку 7-ї гвардійської кавалерійської дивізії 1-го гвардійського кавалерійського корпусу 1-го Українського фронту, молодший лейтенант.

## Біографія
Народився 20 лютого 1909 року в місті Козятині в родині робітника. Єврей. Член КПРС з 1948 року. Закінчив сім класів неповної середньої школи, а потім Київський індустріальний інститут. Працював на швейній фабриці в Києві та на заводі хімичного машинобудування в Бердичеві.
У 1939 році призваний до лав Червоної Армії. Потрапив у навчальний полк, працював інструктором з водіння танків. У боях радянсько-німецької війни з червня 1941 року. Воював на 1-му Українському фронті.
У кінці січня — початку лютого 1945 року відзначився у боях за населені пункти Пробстфельде, Бухенау, а також на заодерському плацдармі північніще міста Ратибора (Рацибуж, ПНР). 30 січня 1945 року екіпаж його танку, вміло маневруючи на полі боя, знищив дві протитанкових гармати, чотири танки та декілька БТР ворога. Коли танк Шнейдермана було підбито, він став на чолі екіпажу іншого танку й продовжив бій.

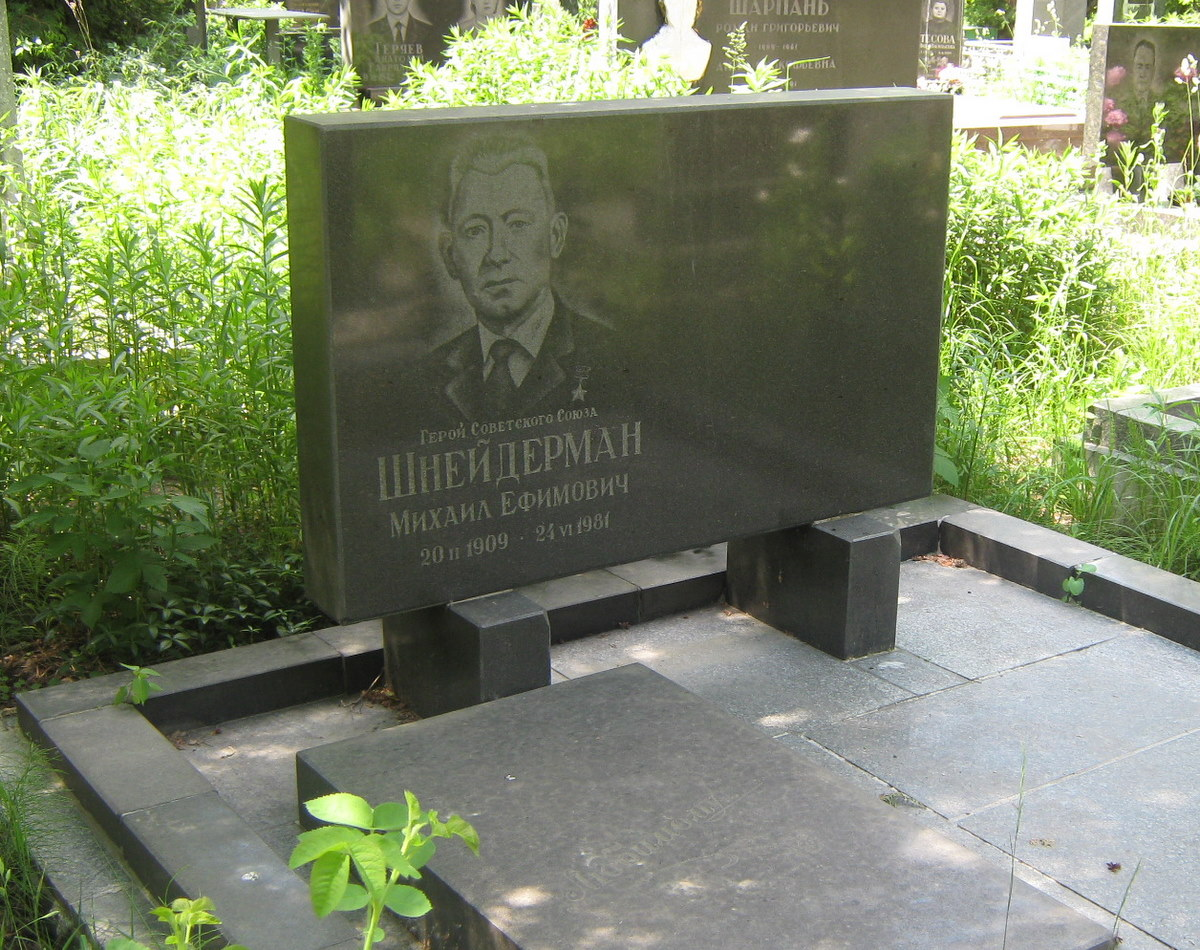
Могила Михайла Шнейдермана

Указом Президії Верховної Ради СРСР від 27 червня 1945 року за зразкове виконання бойових завдань командування й проявлені при цьому мужність та героїзм молодшому лейтенанту Михайлу Юхимовичу Шнейдерману присвоєно звання Героя Радянського Союзу з врученням йому ордена Леніна й медалі «Золота Зірка» (№ 7828).
З 1946 року — в запасі. Жив у Києві, працював у державному проектному інституті. Помер 24 червня 1981 року. Похований у Києві на Міському кладовищі «Берківцях» (ділянка № 77).

## Пам'ять

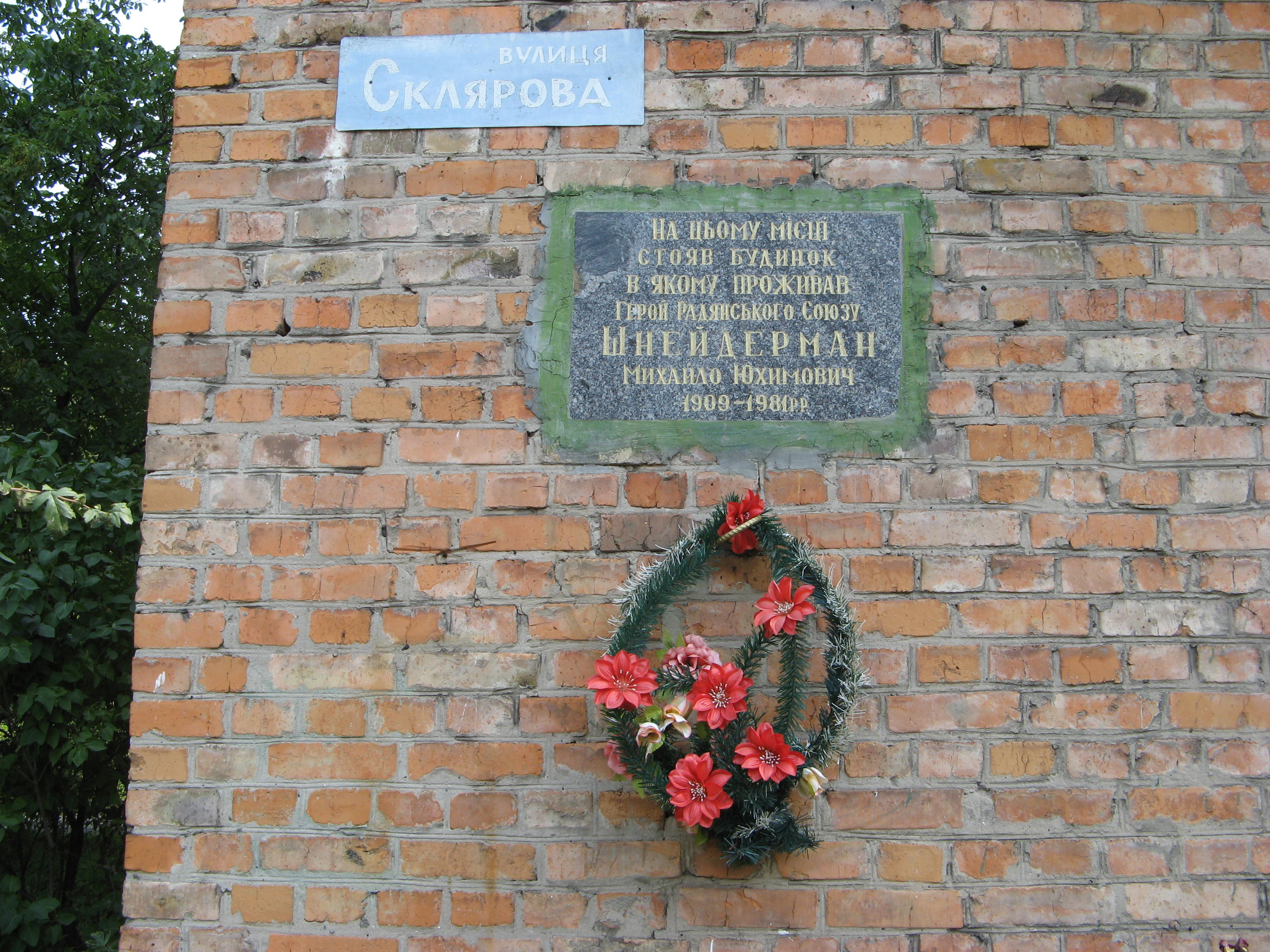
меморіальна дошка

У рідному місті Михайла Шнейдремана — Козятині — на п'ятиповерхівці, що стоїть на місці будинку Михайла Юхимовича, встановлена меморіальна дошка.